# Tournoi de tennis de Fairfield
Le tournoi de Fairfield (Connecticut, États-Unis) est un tournoi de tennis professionnel masculin du circuit USLTA Indoor. Il a été organisé en 1975 sur moquette en salle.
À partir de 2015, un tournoi de la catégorie ATP Challenger Tour est organisé chaque année à Fairfield. Il se joue sur dur extérieur au Solano Community College.

## Palmarès messieurs

### Simple
| No | Date       | Nom et lieu du tournoi                                        | Catégorie      | Dotation       | Surface         | Vainqueur             | Finaliste      | Score          |                |
| -- | ---------- | ------------------------------------------------------------- | -------------- | -------------- | --------------- | --------------------- | -------------- | -------------- | -------------- |
| 1  | 24-02-1975 | Fairfield County International, Fairfield                     | USLTA          | NC $           | Moquette (int.) | Roger Taylor          | Sandy Mayer    | 7-5, 5-7, 7-6  |                |
|    | 1976-2014  | Pas de tournoi                                                | Pas de tournoi | Pas de tournoi | Pas de tournoi  | Pas de tournoi        | Pas de tournoi | Pas de tournoi | Pas de tournoi |
| 2  | 12-10-2015 | Fairfield Men's Pro Challenger, Fairfield                     | Challenger     | 50 000 $       | Dur (ext.)      | Taylor Fritz          | Dustin Brown   | 6-3, 6-4       |                |
| 3  | 10-10-2016 | F.F. Coppola Winery Fairfield Men's Pro Challenger, Fairfield | Challenger     | 100 000 $      | Dur (ext.)      | Santiago Giraldo      | Quentin Halys  | 4-6, 6-4, 6-2  |                |
| 4  | 09-10-2017 | Northbay Healthcare Men's Pro Challenger, Fairfield           | Challenger     | 100 000 $      | Dur (ext.)      | Mackenzie McDonald    | Bradley Klahn  | 6-4, 6-2       |                |
| 5  | 08-10-2018 | Northbay Healthcare Men's Pro Championship, Fairfield         | Challenger     | 100 000 $      | Dur (ext.)      | Bjorn Fratangelo      | Alex Bolt      | 6-4, 6-3       |                |
| 6  | 07-10-2019 | Northbay Healthcare Men's Pro Championship, Fairfield         | Challenger     | 108 320 $      | Dur (ext.)      | Christopher O'Connell | Steve Johnson  | 6-4, 6-4       |                |
|    | 2020-2021  | Pas de tournoi                                                | Pas de tournoi | Pas de tournoi | Pas de tournoi  | Pas de tournoi        | Pas de tournoi | Pas de tournoi | Pas de tournoi |
| 7  | 10-10-2022 | Taube-Haase Men's Pro Championship, Fairfield                 | Challenger     | 53 120 $       | Dur (ext.)      | Michael Mmoh          | Gabriel Diallo | 6-3, 6-2       |                |

### Double
| No | Date       | Nom et lieu du tournoi                                        | Catégorie      | Dotation       | Surface        | Vainqueurs                             | Finalistes                                  | Score             |                |
| -- | ---------- | ------------------------------------------------------------- | -------------- | -------------- | -------------- | -------------------------------------- | ------------------------------------------- | ----------------- | -------------- |
| 1  | 12-10-2015 | Fairfield Men's Pro Challenger, Fairfield                     | Challenger     | 50 000 $       | Dur (ext.)     | Johan Brunström Frederik Nielsen       | Carsten Ball Dustin Brown                   | 6-3, 5-7, [10-5]  |                |
| 2  | 10-10-2016 | F.F. Coppola Winery Fairfield Men's Pro Challenger, Fairfield | Challenger     | 100 000 $      | Dur (ext.)     | Brian Baker Mackenzie McDonald         | Sekou Bangoura Eric Quigley                 | 6-3, 6-4          |                |
| 3  | 09-10-2017 | Northbay Healthcare Men's Pro Challenger, Fairfield           | Challenger     | 100 000 $      | Dur (ext.)     | Luke Bambridge David O'Hare            | Akram El Sallaly Bernardo Oliveira          | 6-4, 6-2          |                |
| 4  | 08-10-2018 | Northbay Healthcare Men's Pro Championship, Fairfield         | Challenger     | 100 000 $      | Dur (ext.)     | Sanchai Ratiwatana Christopher Rungkat | Harri Heliövaara Henri Laaksonen            | 6-0, 7-69         |                |
| 5  | 07-10-2019 | Northbay Healthcare Men's Pro Championship, Fairfield         | Challenger     | 108 320 $      | Dur (ext.)     | Darian King Peter Polansky             | André Göransson Sem Verbeek                 | 6-4, 3-6, [12-10] |                |
|    | 2020-2021  | Pas de tournoi                                                | Pas de tournoi | Pas de tournoi | Pas de tournoi | Pas de tournoi                         | Pas de tournoi                              | Pas de tournoi    | Pas de tournoi |
| 6  | 10-10-2022 | Taube-Haase Men's Pro Championship, Fairfield                 | Challenger     | 53 120 $       | Dur (ext.)     | Julian Cash Henry Patten               | Anirudh Chandrasekar Vijay Sundar Prashanth | 6-3, 6-1          |                |